# نقص چندشاخگی

نقص چندشاخگی دندان آسیا در آروارهٔ بالا.

در دندان‌پزشکی اصطلاح نقص چندشاخگی (به انگلیسی: furcation defect) برای توصیف فقدان استخوان در دهان به‌کار می‌رود که در نتیجهٔ بیماری‌های پیرادندانی پدید آمده باشد.
این نقص بر پایهٔ ریشهٔ دندان تأثیر می‌گذارد.